# Авангард соціалістів
Авангард соціалістів — таємна воєнізована політична організація у складі Арабського соціалістичного союзу (АСС), урядової партії Єгипту. Існувала у 1966—1971 роках та формувалась за принципом особистої відданості президенту Єгипту Ґамалю Абдель Насеру.

## Історія
Створення Авангарду соціалістів (або «Політичного апарату»), як відданого президенту ядра партії, почалось 1963 року, коли формувались структури Арабського соціалістичного союзу. У квітні 1966 року створення Авангарду було завершено, й у вересні того ж року Насер вперше відкрито заявив про його існування.
Авангард соціалістів почав формуватись на базі окремих робочих груп, що займались розробкою пропозицій та рекомендацій з питань ідеології та партійного будівництва у складі АСС, сформованих за особистою вказівкою Насера. У деяких з них брали участь колишні єгипетські комуністи, частина з яких була прийнята в Авангард соціалістів. Оскільки організація формувалась керівниками АСС, вона не уникнула тих недоліків, що містив у собі Арабський соціалістичний союз. До 1967 року багатьох керівників Авангарду було призначено за принципом особистої зацікавленості того чи іншого керівника АСС, а політична спрямованість організації залишалась незрозумілою. Роль Авангарду соціалістів мала зрости під час реорганізації АСС, проведеної після 30 березня 1968 року. У той день Насер виступив з програмною промовою, в якій заявив про посилення ролі активу АСС та назвав одним з основних завдань ЦК АСС керівництво «авангардною політичною організацією всередині Арабського соціалістичного союзу». Однак Авангард соціалістів так і не став основою авангардної партії, залишившись підпорядкованим Насеру таємним внутрішньопартійним апаратом.
Після смерті Насера 1970 року принцип особистої відданості втратив силу, та спочатку контроль над Авангардом отримала група міністрів і політиків, що групувалась навколо віце-президента маршала Алі Сабрі, відомого своїми симпатіями до СРСР. Анвар Садат, який став президентом, не мав у прямому підпорядкуванні такої важливої політичної структури, але це не завадило йому, спираючись на особисту охорону та Республіканську гвардію усунути Сабрі та його прибічників у травні 1971. З 13 до 15 травня 1971 року в керівництві Авангарду соціалістів були проведені арешти, а під час подальших реорганізацій Арабського соціалістичного союзу, проведених Садатом, Авангард соціалістів припинив своє існування.

## Завдання
Авангард соціалістів мав забезпечити пропаганду й успіх перетворень, що їх проводив Насер у всіх галузях життя Єгипту, а також захист строю, що існував. Він, імовірно, також був каналом зі збирання інформації про настрої у суспільстві та додатковим засобом виявлення таємної опозиції. За задумом Насера Авангард соціалістів у далекій перспективі мав стати монолітною та організованою політичною партією, що замінила б аморфний та малоефективний Арабський соціалістичний союз. При цьому Насер вважав створення найближчим часом легальної соціалістичної партії неможливим.

## Структура
Авангард соціалістів був групами відданих Насеру членів АСС, що діяли таємно, зв'язок між якими підтримувався винятково через керівників. Авангард мав таємні склади зброї, його члени користувались спеціальним зв'язком та були зобов'язані бути готовими виступити на захист режиму Насера. До організації приймались тільки люди, які довели будь-яким чином свою відданість Насеру.